# セッティニャーノ

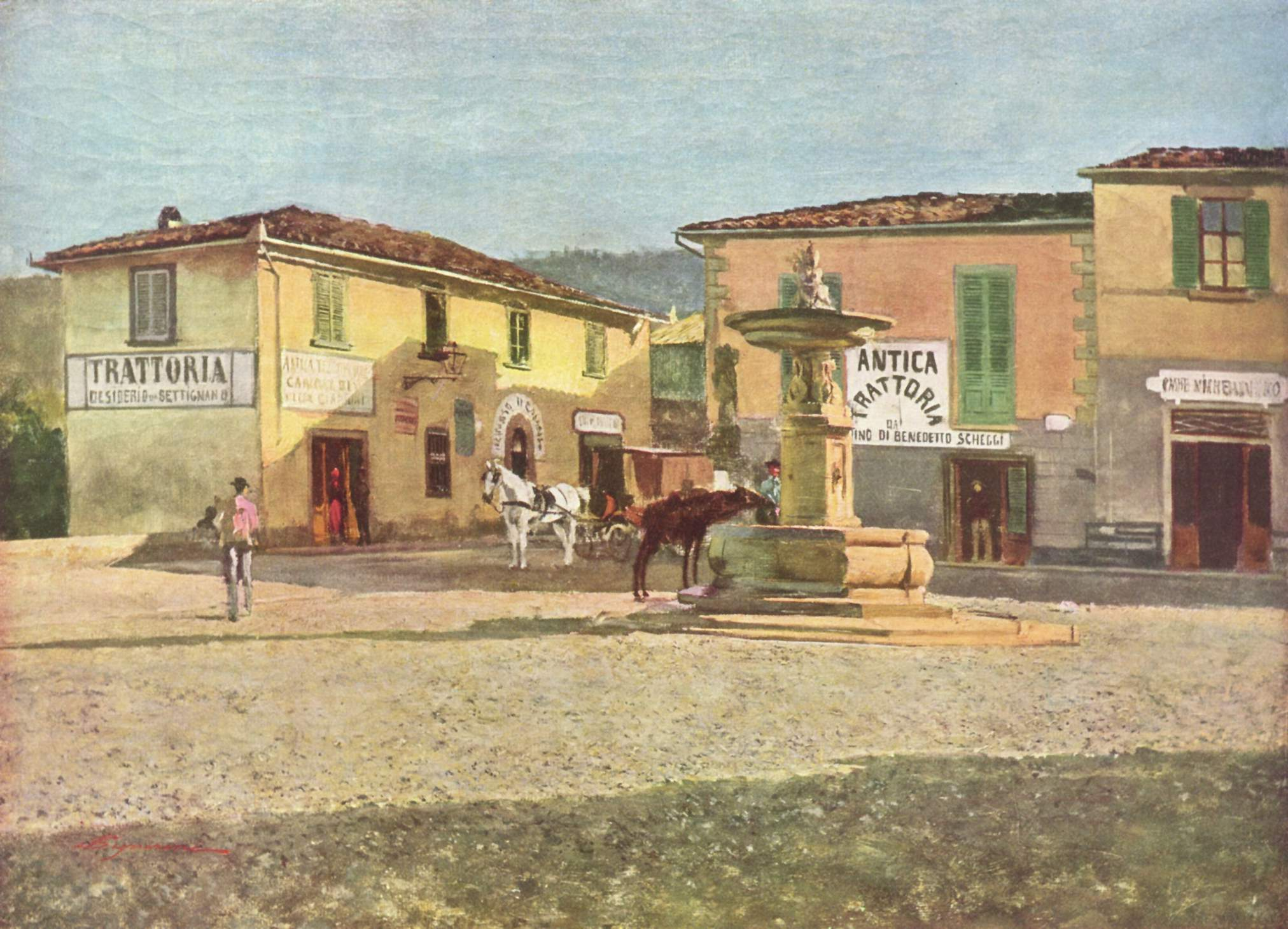
La piazza di Settignano, Telemaco Signorini, 1880

セッティニャーノ(Settignano)は、フィレンツェ市北東部にある、旅行者に華麗な景観を与えている絵画的な集落である
その小さな街は、デジデーリオ・ダ・セッティニャーノや、ガンベリーニ兄弟、よく知られているベルナルド・ロッセッリーノなどのフィレンツェのルネサンスの異なる彫刻家の生地となった。
若いミケランジェロが一人の彫刻家とその妻と共にセッティニャーノを訪れた(その小屋は現在は「ミケランジェロ荘」と呼ばれる)
そこに彼の父親は大理石の採掘場を称有していた。
1511年、バルトロメーオ・アンマナーティという別の彫刻家が生まれた。
多くの大理石採石場がセッティニャーノに存在する事が多くの彫刻家がこの土地を出身地とする説明となる。
町にはもっと前にこの地域に設置されたのであるが、セプティミウス・セウェルス(2世紀末)時代に割り当てることができるローマ時代の名残がある(町で最も古い広場であるという像が16世紀にここに置くことを選ばれたが、1944年に破壊された)。
セッティニャーノは、フィレンツェのグエルフィにとって夏の間のよい避暑地となった。
ジョヴァンニ・ボッカッチョとニッコロ・トンマーゼオは、ここの涼しい空気、ブドウ畑とオリーブの小森、イタリア風の庭園の独特の風景を高く評価した。
1898年にガブリエーレ・ダンヌンツィオは、ヴィッラ・ポルツィウンコーラ(Villa Porziuncola)に居る彼の愛人エレオノーラ・ドゥーゼにより近づくためにセッティニャーノ周辺にある14世紀のヴィッラ・デッラ・カッポンチーナ(Villa della Capponcina)を購入した。
セッティニャーノ付近には、18世紀の屋上庭園で有名な14世紀のヴィッラ・ガンベライア(Villa Gamberaia)や、より離れたベルナルド・ブレンソン(Bernard Berenson)が所有するヴィッラ・イ・タッティ(Villa I Tatti)、今日ではハーバード大学が経営する美術史研究所がある。